# Llista de governadors de Jalisco

Escut de Jalisco

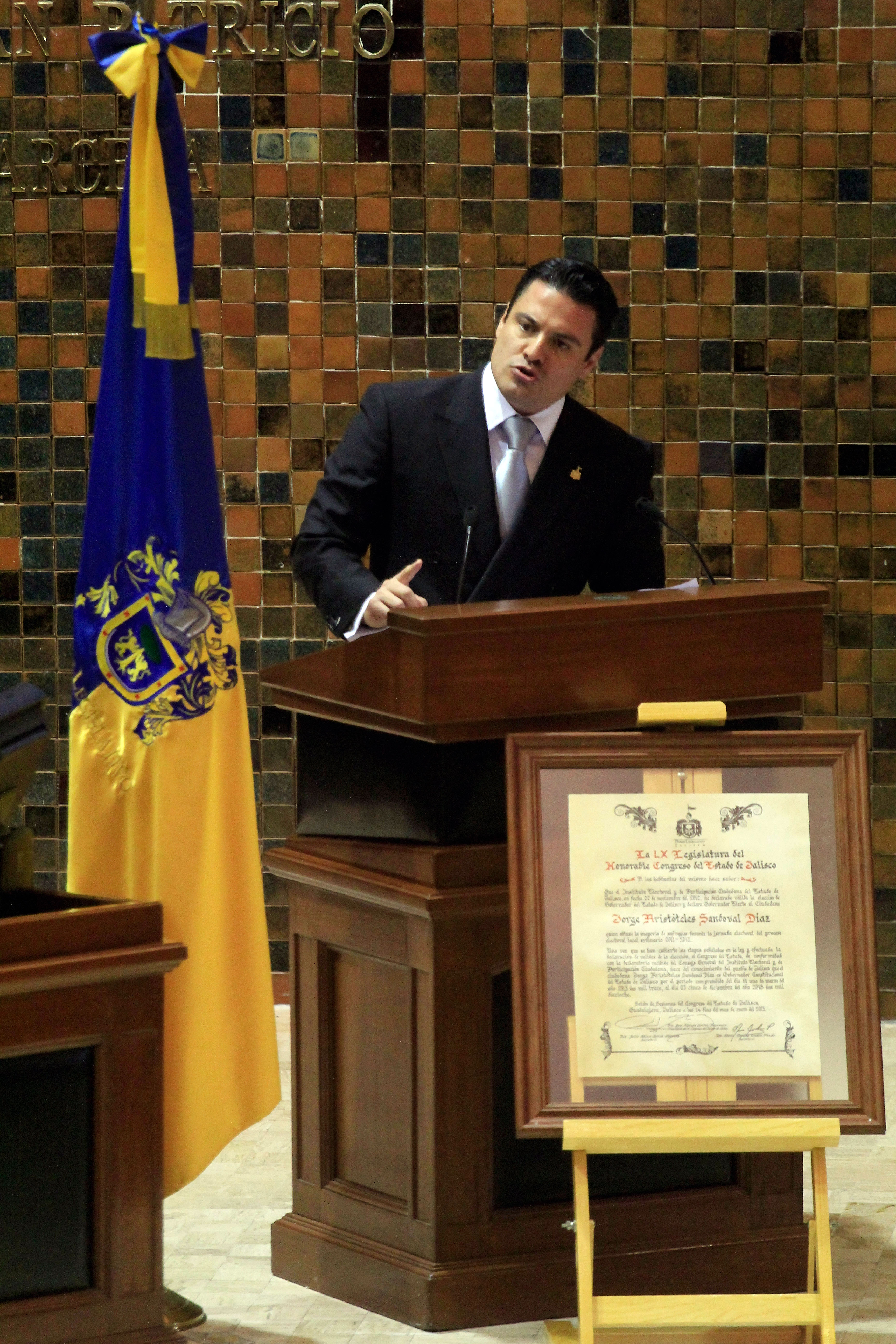
Aristóteles Sandoval

Aquesta és la llista dels governadors de Jalisco. Segons la Constitució Política de l'Estat Lliure i Sobirà de Jalisco, l'exercici del Poder Executiu d'aquesta entitat mexicana, es diposita en un sol individu, que es denomina Governador Constitucional de l'Estat Lliure i Sobirà de Jalisco i que és elegit per a un període de 6 anys no reeligibles per cap motiu. El període governamental comença el dia 1 de març de l'any de l'elecció i acaba el 28 de febrer després d'haver transcorregut sis anys.
L'estat de Jalisco va ser creat en 1824, i és un dels estats originals de la federació, per la qual cosa al llarg de la seva vida històrica ha passat per tots els sistemes de govern vigents a Mèxic, tant el sistema federal com el sistema central, per la qual cosa la denominació de l'entitat ha variat entre estat i departament; variant juntament amb ella, la denominació del titular del Poder Executiu de l'Estat.
Els individus que han ocupat la governatura de l'Estat de Jalisco, en les seves diferents denominacions, han estat els següents:

## Governants de Jalisco del Mèxic independent (1824-1835)
| Nom                             | Període | Període | Militància | Nota                                    |
| Nom                             | Inici   | Fi      | Militància | Nota                                    |
| ------------------------------- | ------- | ------- | ---------- | --------------------------------------- |
| Luis Quintanar Bocanegra y Ruiz | 1824    | 1824    | ¿?         | Governador Constituent                  |
| José Ma. Castañeda y Medina     | 1824    | 1824    | ¿?         | Governador interí                       |
| Rafael Dávila                   | 1824    | 1824    | ¿?         | Vicegovernador                          |
| Juan Nepomuceno Cumplido        | 1824    | 1825    | ¿?         | Vicegovernador                          |
| Prisciliano Sánchez Padilla     | 1825    | 1826    | ¿?         | Governador de l'Estat Lliure de Jalisco |
| José María Echauri              | 1826    | 1827    | ¿?         | Governador interí                       |
| Juan Nepomuceno Cumplido        | 1827    | 1828    | ¿?         | Vicegovernador                          |
| José Justo Corro                | 1829    | 1829    | ¿?         | Governador interí                       |
| José Ignacio Cañedo y Arróniz   | 1829    | 1830    | ¿?         |                                         |
| José Ignacio Herrera y Cairo    | 1830    | 1830    | ¿?         | Vicegovernador                          |
| Ramón Navarro                   | 1830    | 1830    | ¿?         | Imposició militar                       |
| Juan Nepomuceno Cumplido        | 1829    | 1830    | ¿?         |                                         |
| José Ignacio Cañedo y Arróniz   | 1830    | 1830    | ¿?         |                                         |
| José Ignacio Herrera y Cairo    | 1830    | 1831    | ¿?         | Vicegovernador                          |
| José Ignacio Cañedo y Arróniz   | 1831    | 1832    | ¿?         |                                         |
| José Ignacio Herrera y Cairo    | 1832    | 1833    | ¿?         |                                         |
| Pedro Tamés Jurado              | 1833    | 1834    | ¿?         |                                         |
| Francisco Cortés Valdicia       | 1834    | 1834    | ¿?         | Governador interí                       |
| Santiago Guzmán Parra           | 1834    | 1834    | ¿?         | Governador interí                       |
| Juan Nepomuceno Cumplido        | 1834    | 1834    | ¿?         | Vicegovernador                          |
| José Antonio Romero             | 1834    | 1835    | ¿?         |                                         |

## Governadors de Jalisco durant la Reforma (1835-1877)
| Nom                          | Període | Període | Militància | Nota                                         |
| Nom                          | Inici   | Fi      | Militància | Nota                                         |
| ---------------------------- | ------- | ------- | ---------- | -------------------------------------------- |
| José Antonio Romero          | 1835    | 1836    | ¿?         | Departament de Jalisco                       |
| Antonio Escobedo             | 1836    | 1836    | ¿?         | Vicegovernador                               |
| José Antonio Romero          | 1836    | 1836    | ¿?         | Governador interí                            |
| Antonio Escobedo             | 1836    | 1837    | ¿?         | Governador interí                            |
| José Justo Corro             | 1837    | 1837    | ¿?         |                                              |
| Antonio Escobedo             | 1837    | 1841    | ¿?         | Departament de Jalisco                       |
| Mariano Paredes y Arrillaga  | 1841    | 1841    | ¿?         |                                              |
| Joaquín Castañeda            | 1841    | 1841    | ¿?         | Interí del Departament de Jalisco            |
| Pedro Tamés Jurado           | 1841    | 1841    | ¿?         | Governador federalista                       |
| Joaquín Castañeda            | 1841    | 1841    | ¿?         | Interí del Departament de Jalisco            |
| Mariano Paredes y Arrillaga  | 1841    | 1841    | ¿?         | Comandant militar del Departament de Jalisco |
| Mariano Paredes y Arrillaga  | 1842    | 1843    | ¿?         |                                              |
| José María Jarero            | 1843    | 1843    | ¿?         | Departament de Jalisco                       |
| José Antonio Mozo            | 1843    | 1844    | ¿?         | Departament de Jalisco                       |
| Manuel Antonio Cañedo        | 1844    | 1844    | ¿?         | Departament de Jalisco                       |
| Pánfilo Galindo              | 1844    | 1844    | ¿?         | Departament de Jalisco                       |
| Antonio Escobedo             | 1844    | 1845    | ¿?         | Departament de Jalisco                       |
| Juan Nepomuceno Cumplido     | 1846    | 1846    | ¿?         | Interí de l'Estat de Jalisco                 |
| Joaquín Angulo               | 1846    | 1847    | ¿?         | Interí                                       |
| Sabás Sánchez Hidalgo        | 1847    | 1847    | ¿?         | Interí                                       |
| Joaquín Angulo               | 1847    | 1848    | ¿?         |                                              |
| José Guadalupe Montenegro    | 1848    | 1848    | ¿?         |                                              |
| Joaquín Angulo               | 1848    | 1848    | ¿?         |                                              |
| José Guadalupe Montenegro    | 1848    | 1848    | ¿?         |                                              |
| Joaquín Angulo               | 1848    | 1849    | ¿?         |                                              |
| José Guadalupe Montenegro    | 1849    | 1849    | ¿?         |                                              |
| Joaquín Angulo               | 1849    | 1849    | ¿?         |                                              |
| José Guadalupe Montenegro    | 1849    | 1849    | ¿?         |                                              |
| Joaquín Angulo               | 1849    | 1850    | ¿?         |                                              |
| José Guadalupe Montenegro    | 1850    | 1850    | ¿?         |                                              |
| Joaquín Angulo               | 1850    | 1850    | ¿?         |                                              |
| José Guadalupe Montenegro    | 1850    | 1850    | ¿?         |                                              |
| Joaquín Angulo               | 1850    | 1851    | ¿?         |                                              |
| José Guadalupe Montenegro    | 1851    | 1851    | ¿?         |                                              |
| Joaquín Angulo               | 1851    | 1852    | ¿?         |                                              |
| Jesús López Portillo         | 1852    | 1852    | ¿?         |                                              |
| Gregorio Dávila              | 1852    | 1852    | ¿?         |                                              |
| José María Blancarte         | 1852    | 1852    | ¿?         |                                              |
| José María Yáñez             | 1852    | 1853    | ¿?         |                                              |
| José Palomar                 | 1853    | 1853    | ¿?         | Interí                                       |
| José María Ortega            | 1853    | 1855    | ¿?         |                                              |
| Manuel Gamboa                | 1855    | 1855    | ¿?         |                                              |
| Ignacio Comonfort            | 1855    | 1855    | ¿?         |                                              |
| José Santos Degollado        | 1855    | 1856    | ¿?         |                                              |
| Gregorio Dávila              | 1856    | 1856    | ¿?         | Substitut                                    |
| José Santos Degollado        | 1856    | 1856    | ¿?         |                                              |
| José Ignacio Herrera y Cairo | 1856    | 1856    | ¿?         | Substitut                                    |
| Anastasio Parrodi            | 1856    | 1856    | ¿?         |                                              |
| Gregorio Dávila              | 1856    | 1857    | ¿?         | Substitut                                    |
| Anastasio Parrodi            | 1857    | 1858    | ¿?         |                                              |
| Jesús Leandro Camarena       | 1858    | 1858    | ¿?         | Substitut                                    |
| José Silverio Nuñez          | 1858    | 1858    | ¿?         |                                              |
| Urbano Tovar                 | 1858    | 1858    | ¿?         | Departament de Jalisco                       |
| Pedro Ogazón                 | 1858    | 1858    | ¿?         | Suplent                                      |
| Francisco García Casanova    | 1858    | 1858    | ¿?         |                                              |
| José María Blancarte         | 1858    | 1858    | ¿?         |                                              |
| Pedro Ogazón                 | 1858    | 1858    | ¿?         |                                              |
| José Quintanilla             | 1858    | 1858    | ¿?         |                                              |
| Leonardo Márquez             | 1858    | 1858    | ¿?         |                                              |
| José Quintanilla             | 1859    | 1859    | ¿?         |                                              |
| Leonardo Márquez             | 1859    | 1859    | ¿?         |                                              |
| Luis Tapia                   | 1859    | 1859    | ¿?         |                                              |
| Leonardo Márquez             | 1859    | 1859    | ¿?         |                                              |
| Luis Tapia                   | 1859    | 1859    | ¿?         |                                              |
| Leonardo Márquez             | 1859    | 1859    | ¿?         | Departament de Jalisco                       |
| Luis Tapia                   | 1859    | 1859    | ¿?         |                                              |
| Adrián Woll                  | 1859    | 1860    | ¿?         |                                              |
| Pedro Valadez                | 1860    | 1860    | ¿?         |                                              |
| Miguel Miramón               | 1860    | 1860    | ¿?         |                                              |
| Severo del Castillo          | 1860    | 1860    | ¿?         |                                              |
| Pedro Ogazón                 | 1860    | 1861    | ¿?         |                                              |
| Ignacio Luis Vallarta        | 1861    | 1861    | ¿?         |                                              |
| Pedro Ogazón                 | 1861    | 1861    | ¿?         |                                              |
| Ignacio Luis Vallarta        | 1861    | 1862    | ¿?         |                                              |
| Pedro Ogazón                 | 1862    | 1862    | ¿?         |                                              |
| Manuel Doblado               | 1862    | 1862    | ¿?         |                                              |
| Jesús López Portillo         | 1862    | 1862    | ¿?         |                                              |
| Manuel Doblado               | 1862    | 1863    | ¿?         |                                              |
| Pedro Ogazón                 | 1863    | 1863    | ¿?         | Comandant de Jalisco i Colima                |
| José María Arteaga           | 1863    | 1863    | ¿?         |                                              |
| Ángel Bravo                  | 1863    | 1863    | ¿?         |                                              |
| José María Arteaga           | 1864    | 1864    | ¿?         | La República i l'Imperi                      |
| Domingo Llamas               | 1864    | 1864    | ¿?         | Prefecte polític                             |
| Mariano Morett               | 1864    | 1865    | ¿?         |                                              |
| Jesús López Portillo         | 1865    | 1865    | ¿?         |                                              |
| Mariano Morett               | 1865    | 1866    | ¿?         |                                              |
| Teodoro Marmolejo            | 1866    | 1866    | ¿?         |                                              |
| Mariano Morett               | 1866    | 1866    | ¿?         |                                              |
| Teodoro Marmolejo            | 1866    | 1866    | ¿?         |                                              |
| Juan Carlos Jontan           | 1866    | 1866    | ¿?         |                                              |
| Jesús López Portillo         | 1866    | 1866    | ¿?         |                                              |
| Francisco Gutiérrez          | 1866    | 1866    | ¿?         |                                              |
| Eulogio Parra                | 1866    | 1866    | ¿?         | Comandant militar de l'Estat de Jalisco      |
| Donato Guerra                | 1866    | 1867    | ¿?         |                                              |
| Antonio Gómez Cuervo         | 1867    | 1868    | ¿?         |                                              |
| Emeterio Robles Gil          | 1868    | 1869    | ¿?         |                                              |
| Antonio Gómez Cuervo         | 1869    | 1870    | ¿?         |                                              |
| Florentino Carrillo          | 1870    | 1870    | ¿?         |                                              |
| Antonio Gómez Cuervo         | 1870    | 1871    | ¿?         |                                              |
| Jesús Leandro Camarena       | 1871    | 1871    | ¿?         |                                              |
| Félix Barrón                 | 1871    | 1871    | ¿?         |                                              |
| Ignacio Luis Vallarta        | 1871    | 1875    | ¿?         |                                              |
| Jesús Leandro Camarena       | 1875    | 1876    | ¿?         |                                              |
| José Ceballos                | 1876    | 1876    | ¿?         |                                              |
| Leopoldo Romano              | 1876    | 1877    | ¿?         |                                              |

## Governadors de Jalisco durant el Porfiriato (1877-1911)
| Nom                     | Període | Període | Militància | Nota      |
| Nom                     | Inici   | Fi      | Militància | Nota      |
| ----------------------- | ------- | ------- | ---------- | --------- |
| Jesús Leandro Camarena  | 1877    | 1879    | ¿?         |           |
| Fermín González Riestra | 1879    | 1882    | ¿?         |           |
| Antonio I. Morelos      | 1882    | 1882    | ¿?         |           |
| Pedro Landázuri         | 1882    | 1883    | ¿?         |           |
| Francisco Tolentino     | 1883    | 1883    | ¿?         |           |
| Maximiliano Valdovinos  | 1883    | 1883    | ¿?         |           |
| Francisco Tolentino     | 1883    | 1884    | ¿?         |           |
| Maximiliano Valdovinos  | 1884    | 1884    | ¿?         |           |
| Francisco Tolentino     | 1884    | 1884    | ¿?         |           |
| Maximiliano Valdovinos  | 1884    | 1885    | ¿?         |           |
| Francisco Tolentino     | 1885    | 1885    | ¿?         |           |
| Maximiliano Valdovinos  | 1885    | 1885    | ¿?         |           |
| Francisco Tolentino     | 1885    | 1886    | ¿?         |           |
| Maximiliano Valdovinos  | 1886    | 1886    | ¿?         |           |
| Francisco Tolentino     | 1886    | 1886    | ¿?         |           |
| Maximiliano Valdovinos  | 1886    | 1886    | ¿?         |           |
| Francisco Tolentino     | 1886    | 1886    | ¿?         |           |
| Maximiliano Valdovinos  | 1886    | 1886    | ¿?         |           |
| Francisco Tolentino     | 1886    | 1887    | ¿?         |           |
| Ramón Corona            | 1887    | 1887    | ¿?         |           |
| Luis C. Curiel          | 1887    | 1887    | ¿?         | Substitut |
| Ramón Corona            | 1887    | 1888    | ¿?         |           |
| Juan G. Robles          | 1888    | 1888    | ¿?         |           |
| Pedro A. Galván         | 1888    | 1888    | ¿?         |           |
| Ramón Corona            | 1888    | 1889    | ¿?         |           |
| Mariano Bárcena         | 1889    | 1889    | ¿?         |           |
| Ramón Corona            | 1889    | 1889    | ¿?         |           |
| Ventura Anaya y Aranda  | 1889    | 1889    | ¿?         |           |
| Mariano Bárcena         | 1889    | 1890    | ¿?         |           |
| Ventura Anaya y Aranda  | 1890    | 1890    | ¿?         |           |
| Luis C. Curiel          | 1890    | 1891    | ¿?         |           |
| Pedro A. Galván         | 1891    | 1891    | ¿?         |           |
| Miguel Gómez            | 1891    | 1891    | ¿?         |           |
| Pedro A. Galván         | 1891    | 1891    | ¿?         |           |
| Francisco Santa Cruz    | 1891    | 1892    | ¿?         |           |
| Pedro A. Galván         | 1892    | 1892    | ¿?         |           |
| Francisco Santa Cruz    | 1892    | 1893    | ¿?         |           |
| Luis C. Curiel          | 1893    | 1893    | ¿?         | Substitut |
| Francisco Santa Cruz    | 1893    | 1893    | ¿?         |           |
| Luis C. Curiel          | 1893    | 1894    | ¿?         |           |
| Gregorio Saavedra       | 1894    | 1894    | ¿?         |           |
| Luis C. Curiel          | 1894    | 1895    | ¿?         |           |
| Gregorio Saavedra       | 1895    | 1895    | ¿?         |           |
| Emilio Robles           | 1895    | 1895    | ¿?         |           |
| Luis C. Curiel          | 1895    | 1896    | ¿?         |           |
| Juan R. Zavala          | 1896    | 1896    | ¿?         |           |
| Luis C. Curiel          | 1896    | 1896    | ¿?         |           |
| Gregorio Saavedra       | 1896    | 1896    | ¿?         |           |
| Luis C. Curiel          | 1896    | 1897    | ¿?         |           |
| Juan R. Zavala          | 1897    | 1897    | ¿?         |           |
| Luis C. Curiel          | 1897    | 1897    | ¿?         |           |
| Gregorio Saavedra       | 1897    | 1897    | ¿?         |           |
| Luis C. Curiel          | 1897    | 1898    | ¿?         |           |
| Juan R. Zavala          | 1898    | 1898    | ¿?         |           |
| Luis C. Curiel          | 1898    | 1899    | ¿?         |           |
| Juan R. Zavala          | 1899    | 1899    | ¿?         |           |
| Luis C. Curiel          | 1899    | 1899    | ¿?         |           |
| Amado Rivas             | 1899    | 1899    | ¿?         |           |
| Luis C. Curiel          | 1899    | 1899    | ¿?         |           |
| Juan R. Zavala          | 1899    | 1899    | ¿?         |           |
| Luis C. Curiel          | 1899    | 1900    | ¿?         |           |
| José Luis García        | 1900    | 1900    | ¿?         |           |
| Luis C. Curiel          | 1900    | 1900    | ¿?         |           |
| Juan R. Zavala          | 1900    | 1900    | ¿?         |           |
| Luis C. Curiel          | 1900    | 1901    | ¿?         |           |
| Juan R. Zavala          | 1901    | 1901    | ¿?         |           |
| Luis C. Curiel          | 1901    | 1901    | ¿?         |           |
| Amado Rivas             | 1901    | 1901    | ¿?         |           |
| Luis C. Curiel          | 1901    | 1902    | ¿?         |           |
| Juan R. Zavala          | 1902    | 1902    | ¿?         |           |
| Luis C. Curiel          | 1902    | 1902    | ¿?         |           |
| Juan R. Zavala          | 1902    | 1902    | ¿?         |           |
| Luis C. Curiel          | 1902    | 1903    | ¿?         |           |
| Juan R. Zavala          | 1903    | 1903    | ¿?         |           |
| Miguel Ahumada          | 1903    | 1903    | ¿?         |           |
| Juan R. Zavala          | 1903    | 1903    | ¿?         |           |
| Miguel Ahumada          | 1903    | 1903    | ¿?         |           |
| Juan R. Zavala          | 1903    | 1903    | ¿?         |           |
| Miguel Ahumada          | 1903    | 1904    | ¿?         |           |
| Juan R. Zavala          | 1904    | 1904    | ¿?         |           |
| Miguel Ahumada          | 1904    | 1904    | ¿?         |           |
| Juan R. Zavala          | 1904    | 1904    | ¿?         |           |
| Miguel Ahumada          | 1904    | 1905    | ¿?         |           |
| Juan R. Zavala          | 1905    | 1905    | ¿?         |           |
| Miguel Ahumada          | 1905    | 1906    | ¿?         |           |
| Juan R. Zavala          | 1906    | 1906    | ¿?         |           |
| Miguel Ahumada          | 1906    | 1906    | ¿?         |           |
| Juan R. Zavala          | 1906    | 1906    | ¿?         |           |
| Miguel Ahumada          | 1906    | 1907    | ¿?         |           |
| Juan R. Zavala          | 1907    | 1907    | ¿?         |           |
| Miguel Ahumada          | 1907    | 1908    | ¿?         |           |
| Juan R. Zavala          | 1908    | 1908    | ¿?         |           |
| Miguel Ahumada          | 1908    | 1909    | ¿?         |           |
| Rafael López            | 1909    | 1909    | ¿?         |           |
| Miguel Ahumada          | 1909    | 1910    | ¿?         |           |
| Juan R. Zavala          | 1910    | 1910    | ¿?         |           |
| Miguel Ahumada          | 1910    | 1910    | ¿?         |           |
| Juan R. Zavala          | 1910    | 1910    | ¿?         |           |
| Miguel Ahumada          | 1910    | 1911    | ¿?         |           |
| Juan R. Zavala          | 1911    | 1911    | ¿?         |           |

## Governadors de Jalisco durant La Revolució Mexicana (1911-1920)
| Nom            | Període | Període | Militància | Nota |
| Nom            | Inici   | Fi      | Militància | Nota |
| -------------- | ------- | ------- | ---------- | ---- |
| Miguel Ahumada | 1910    | 1911    | ¿?         |      |
| Juan R. Zavala | 1911    | 1911    | ¿?         |      |

## Governadors de l'Estat Lliure i Sobirà de Jalisco (1920-Actualitat)
| Nom                           | Període | Període | Militància | Nota               |
| Nom                           | Inici   | Fi      | Militància | Nota               |
| ----------------------------- | ------- | ------- | ---------- | ------------------ |
| Francisco H. Ruiz             | 1920    | 1920    | ¿?         |                    |
| Ignacio Ramos Praslow         | 1920    | 1920    | ¿?         |                    |
| Francisco Labastida Izquierdo | 1920    | 1921    | ¿?         |                    |
| Basilio Vadillo               | 1921    | 1922    | ¿?         |                    |
| Antonio Valadez Ramírez       | 1922    | 1923    | ¿?         |                    |
| José Barba Anaya              | 1923    | 1923    | ¿?         |                    |
| José Guadalupe Zuno           | 1923    | 1923    | ¿?         |                    |
| Francisco Tolentino           | 1923    | 1924    | ¿?         |                    |
| Aurelio Sepúlveda             | 1924    | 1924    | ¿?         |                    |
| José Guadalupe Zuno           | 1924    | 1926    | ¿?         |                    |
| Clemente Sepúlveda            | 1926    | 1926    | ¿?         |                    |
| Silvano Barba González        | 1926    | 1927    | ¿?         |                    |
| Luis R. Castillo              | 1927    | 1927    | ¿?         |                    |
| Esteban Loera                 | 1927    | 1927    | ¿?         |                    |
| Enrique Cuervo                | 1927    | 1927    | ¿?         |                    |
| Daniel R. Benítez             | 1927    | 1927    | ¿?         |                    |
| Margarito Ramírez Miranda     | 1927    | 1929    | ¿?         |                    |
| José Manuel Chávez            | 1929    | 1929    |            |                    |
| Juan C. García                | 1929    | 1929    |            |                    |
| José María Cuéllar            | 1929    | 1930    |            |                    |
| Ruperto García de Alba        | 1930    | 1931    |            | Governador Interí  |
| Ignacio de la Mora            | 1931    | 1931    |            |                    |
| Juan de Dios Robledo          | 1931    | 1931    |            |                    |
| José María Ceballos           | 1931    | 1931    |            |                    |
| Juan de Dios Robledo          | 1931    | 1932    |            |                    |
| Sebastián Allende Rojas       | 1932    | 1935    |            |                    |
| Everardo Topete               | 1935    | 1939    |            |                    |
| Ignacio Jacobo                | 1939    | 1939    |            | Governador Interí  |
| Juan Aviña López              | 1939    | 1939    |            | Governador Interí  |
| Clemente Sepúlveda            | 1939    | 1939    |            | Governador Interí  |
| Miguel Guevara                | 1939    | 1939    |            | Governador Interí  |
| Silvano Barba González        | 1939    | 1943    |            |                    |
| Victor Prieto                 | 1943    | 1943    |            |                    |
| Alberto Fernández             | 1943    | 1943    |            |                    |
| Marcelino García Barragán     | 1943    | 1947    |            |                    |
| Saturnino Coronado Organista  | 1947    | 1947    |            |                    |
| José Jesús González Gallo     | 1947    | 1949    |            |                    |
| Carlos Guzmán                 | 1949    | 1949    |            |                    |
| José Jesús González Gallo     | 1949    | 1953    |            |                    |
| Agustín Yáñez Delgadillo      | 1953    | 1959    |            |                    |
| Juan Gil Preciado             | 1959    | 1964    |            |                    |
| José de Jesús Muñoz Limón     | 1964    | 1965    |            | Governador Interí  |
| Francisco Medina Ascencio     | 1965    | 1971    |            |                    |
| Alberto Orozco Romero         | 1971    | 1977    |            |                    |
| Flavio Romero de Velasco      | 1977    | 1983    |            |                    |
| Enrique Álvarez del Castillo  | 1983    | 1988    |            |                    |
| Francisco Rodríguez Gómez     | 1988    | 1989    |            | Governador Interí  |
| Guillermo Cosío Vidaurri      | 1989    | 1992    |            |                    |
| Carlos Rivera Aceves          | 1992    | 1995    |            | Governador Interí. |
| Alberto Cárdenas Jiménez      | 1995    | 2001    |            |                    |
| Francisco Ramírez Acuña       | 2001    | 2006    |            |                    |
| Gerardo Octavio Solís Gómez   | 2006    | 2007    |            | Governador Interí  |
| Emilio González Márquez       | 2007    | 2013    |            |                    |
| Aristóteles Sandoval          | 2013    | 2019    |            |                    |